# Hormurus papuanus
Espèce
Hormurus papuanus est une espèce de scorpions de la famille des Hormuridae.

## Distribution
Cette espèce est endémique de Nouvelle-Bretagne en Papouasie-Nouvelle-Guinée. Elle se rencontre vers Arawe et Kandrian.

## Description
Les mâles mesurent de 41,00 à 49,00 mm et les femelles de 41,00 à 48,00 mm.

## Systématique et taxinomie
Cette espèce a été décrite par Kraepelin en 1914. Elle est placée en synonymie avec Hormurus karschii par Giltay en 1931. Elle est relevée de synonymie par Monod, Dupérré et Harms en 2019.

## Étymologie
Son nom d'espèce lui a été donné en référence au lieu de sa découverte, la Papouasie.

## Publication originale
- Kraepelin, 1914 : « Die Skorpione und Pedipalpen von Neu-Caledonien und den benachbarten Inselgruppen. » Nova Caledonia. Forschungen in Neu-Caledonien und auf den Loyalty-Inseln, Recherches scientifiques en Nouvelle-Calédonie et aux iles Loyalty, A. Zoologie, F. Sarasin et J. Roux, Wiesbaden, vol. 1, p. 327-337 (texte intégral).